# علی عزت‌بیگویچ
علی عزت‌بیگویچ (بوسنیایی: Alija Izetbegović؛ زاده ۸ اوت ۱۹۲۵ – درگذشته ۱۹ اکتبر ۲۰۰۳) یک سیاستمدار، وکیل، شاعر و فیلسوف اهل بوسنی و هرزگوین بود. وی از دسامبر ۱۹۹۰ تا مارس ۱۹۹۶ رئیس‌جمهور بوسنی و هرزگوین و از ۱۹۹۶ تا ۲۰۰۰ عضو نهاد ریاست جمهوری بوسنی و هرزگوین بود.